# Pseudomidiella
Pseudomidiella es un género de foraminífero bentónico de la subfamilia Neodiscinae, de la familia Neodiscidae, de la superfamilia Cornuspiroidea, del suborden Miliolina y del orden Miliolida. Su especie tipo es Pseudomidiella labensis. Su rango cronoestratigráfico abarcaba desde el Artinskiense (Pérmico inferior) hasta el Changhsingiense (Pérmico superior).

## Clasificación
Pseudomidiella incluye a la siguiente especie:
- Pseudomidiella labensis †